# Grand Falls-Windsor
Grand Falls-Windsor é uma vila localizada na região central da ilha de Terra Nova, na província de Terra Nova e Labrador, no Canadá. De acordo com o censo de 2011, a população da vila era de 13 725 habitantes. A vila é a maior na região central e a quinta maior da província, é o lar do festival anual Exploits Valley Salmon. Grand Falls-Windsor foi incorporada em 1991 quando as duas vilas anteriores, Grand Falls e Windsor, foram unificadas formando a atual vila de Grand Falls-Windsor.
A vila é conhecida como "Qapskuk" na língua dos Micmac.